# Consuelo Martínez
Consuelo Martínez Fernández (Badajoz, 14 gennaio 1960) è un'ex cestista spagnola.

## Carriera
Con la Spagna ha disputato i Campionati europei del 1983.